# Sud-oest de Tolima
Sud-oest de Tolima és una regió de Colòmbia, al departament de Tolima, on el 1953 es van establir els guerrilers comunistes del Partit Comunista de Colòmbia que van governar la comarca fins que foren expulsats per l'exèrcit el 1964. El govern la va considerar una de les "repúbliques independents" de signe comunista establerta aquells anys a Colòmbia.
Vegeu: Marquetàlia